# Thân vương xứ Asturias
Thân vương xứ Asturias (tiếng Tây Ban Nha: Príncipe hoặc Princesa de Asturias) là một tước hiệu dành cho cả phụ nữ và nam giới được sử dụng chính thức khi họ là người thừa kế ngai vàng bao gồm cả người thừa kế ấn định hay lâm thời cho ngai vàng của Vương quốc Tây Ban Nha theo Hiến pháp Tây Ban Nha từ năm 1978.

## Danh sách Thân vương xứ Asturias
| Tên                          | Người phong         | Quan hệ với quân chủ              | Thời gian nắm giữ        | Thời gian nắm giữ        | Nguyên nhân |
| ---------------------------- | ------------------- | --------------------------------- | ------------------------ | ------------------------ | --- |
| Enrique (1379 – 1406)        | Juan I              | cha                               | 1388                     | 1390                     | Lên ngôi với tên hiệu là Enrique III |
| María (1401–1458)            | Enrique III         | cha                               | 1402                     | 1405                     | Mất quyền bởi sự ra đời của em trai |
| Juan (1405–1454)             | Enrique III         | cha                               | 1405                     | 1406                     | Lên ngôi với tên gọi là Juan II |
| Catalina (1422–1424)         | Juan II             | cha                               | 1423                     | 1424                     | Qua đời trước khi kế vị |
| Leonor (1423–1425)           | Juan II             | cha                               | 1424                     | 1425                     | Mất quyền bởi sự ra đời của em trai |
| Enrique (1425–1474)          | Juan II             | cha                               | 1425                     | 1454                     | Lên ngôi với tên gọi là Enrique IV |
| Juana (1462–1530)            | Enrique IV          | cha                               | 1462                     | 1464                     | Mất quyền cho người chú |
| Alfonso (1453–1468)          | Enrique IV          | anh cùng cha khác mẹ              | 1464                     | 1465                     | |
| Isabel (1451–1504)           | Enrique IV          | anh cùng cha khác mẹ              | 1468                     | 1470                     | Được thừa kế bởi cháu gái |
| Juana (1462–1530)            | Enrique IV          | cha                               | 1470                     | 1474                     | |
| Isabel (1470–1498)           | Isabel I            | mẹ                                | 1476                     | 1480                     | Mất quyền bởi sự ra đời của em trai |
| Juan (1478–1497              | Isabel I            | mẹ                                | 1480                     | 1497                     | Qua đời trước khi kế vị |
| Isabel (1470–1498)           | Isabel I            | mẹ                                | 1498                     | 1498                     | Qua đời trước khi kế vị |
| Miguel (1498–1500)           | Isabel I            | bà ngoại (là con trai của Isabel) | 1499                     | 1500                     | Qua đời trước khi kế vị |
| Juana (1479–1555)            | Isabel I            | mẹ                                | 1502                     | 1504                     | Lên ngôi với tên hiệu là Juana I |
| Carlos (1500–1558)           | Juana I             | mẹ                                | 1504                     | 1516                     | Lên ngôi với tên gọi là Carlos I |
| Felipe (1527–1598)           | Carlos I và Juana I | cha và bà nội                     | 1528                     | 1556                     | Lên ngôi với tên gọi là Felipe II |
| Carlos (1545–1568)           | Felipe II           | cha                               | 1560                     | 1568                     | Qua đời trước khi kế vị |
| Ferdinand (1571–1578)        | Felipe II           | cha                               | 1573                     | 1578                     | Qua đời trước khi kế vị |
| Diego (1575–1582)            | Felipe II           | cha                               | 1580                     | 1582                     | Qua đời trước khi kế vị |
| Felipe (1578–1621)           | Felipe II           | cha                               | 1584                     | 1598                     | Lên ngôi với tên gọi là Felipe III |
| Felipe (1605–1665)           | Felipe III          | cha                               | 1608                     | 1621                     | Lên ngôi với tên gọi là Felipe IV |
| Baltasar Carlos (1629–1646)  | Felipe IV           | cha                               | 1632                     | 1646                     | Qua đời trước khi kế vị |
| Felipe Próspero (1657–1661)  | Felipe IV           | cha                               | 1658                     | 1661                     | Qua đời trước khi kế vị |
| Carlos (1661–1700)           | Felipe IV           | cha                               | 1661                     | 1665                     | Lên ngôi với tên gọi là Carlos II |
| Luis (1707–1724)             | Felipe V            | cha                               | 1709                     | 1724                     | Lên ngôi với tên gọi là Luis I |
| Fernando (1713–1759)         | Felipe V            | cha                               | 1724                     | 1746                     | Lên ngôi với tên gọi Fernando VI |
| Carlos (1747–1819)           | Carlos III          | Cha                               | 1760                     | 1788                     | Lên ngôi với tên gọi là Carlos IV |
| Fenando (1784–1833)          | Carlos IV           | Cha                               | 1789                     | 1808                     | Lên ngôi với tên gọi Fernando VII |
| Isabel (1830–1904)           | Fernando VII        | Cha                               | 1830 ( 1833 )            | 1833                     | Lên ngôi với tên gọi Isabel II |
| Isabel (1851–1931)           | Isabel II           | mẹ                                | 1851                     | 1857                     | Mất quyền bởi sự ra đời của em trai |
| Alfonso (1857–1885)          | Isabel II           | mẹ                                | 1857                     | 1868                     | Lên ngôi với tên gọi Alfonso XII |
| Manuel Filiberto (1869–1931) | Amadeo              | cha                               | 1871                     | 1873                     | Cha thoái vị |
| Isabel (1851–1931)           | Alfonso XII         | em trai                           | 1875                     | 1880                     | Bởi sự ra đời của cháu gái Mercedes |
| Mercedes (1880–1904)         | Alfonso XII         | cha                               | 1880                     | 1885                     | Bởi sự ra đời của em trai Alfonso XIII |
| Alfonso(1907–1938)           | Alfonso XIII        | cha                               | 1907                     | 1933                     | Từ bỏ quyền kế vị |
| Juan(1913–1993)              | Alfonso XIII        | cha                               | 1933                     | 1941                     | Con trai thứ của Alfonso XIII và là người đứng đầu ngai vàng của Vương tộc nhưng không được công nhận là Vua cho đến khi sự ra đời của con trai, ông mất tước hiệu và truyền cho con trai (sau là Juan Carlos I). |
| Juan Carlos (1938)           | Juan                | cha                               | 1941                     | 1977                     | Lên ngôi với tên gọi Juan Carlos I |
| Felipe (1968)                | Juan Carlos I       | cha                               | 1977                     | 2014                     | Lên ngôi với tên gọi Felipe VI |
| Leonor(2005)                 | Felipe VI           | cha                               | Đương nhiệm từ năm 2014. | Đương nhiệm từ năm 2014. | |